# Ein Sommer in Amsterdam
Ein Sommer in Amsterdam ist ein deutscher Fernsehfilm von Karola Meeder aus dem Jahr 2014. Neben Ulrike Folkerts in der Hauptrolle agieren Filip Peeters, Benedikt Blaskovic, Renée Soutendijk sowie Lucie Heinze in tragenden Rollen. Bei dem in der Rubrik Herzkino startenden ZDF-Sonntagsfilm handelt es sich um die zwölfte Folge der Filmreihe Ein Sommer in …, die an wechselnden Schauplätzen der Welt spielt.
Das ZDF schrieb: „Ein humor- und liebevolles Verwirrspiel […], das am Ende beinahe in einem Desaster endet.“

## Handlung
Mia Kaufmann wird auf dem Bahnhof in Amsterdam von ihrer Freundin Hetty de Witt begrüßt. Mia ist nach Amsterdam gekommen, um die Spuren einer Eizelle zu verfolgen, die sie vor 25 Jahren als Modedesign-Studentin dort aus Geldknappheit spendete. Hetty erklärt sie ob ihres Vorhabens für verrückt. Mias Suche nach so langer Zeit hat jedoch einen tieferen Sinn. Ein Jahr ist es jetzt her, dass ihre 21-jährige Tochter Hannah bei einem Autounfall tödlich verunglückt ist. Ein schlimmes Jahr für Mia, die Hannah schrecklich vermisst. 
Als Mia schon aufgeben will und wieder auf dem Bahnhof steht, erreicht sie eine SMS der Sprechstundenhilfe Grietje Knippers aus der Praxis in der sie seinerzeit als Spenderin war. Mias flehentliche Bitte, ihr zu helfen, hatte sie wohl doch berührt. So gerät Mia an die Adresse ihres leiblichen Sohnes, bei dem es sich um einen Mathijs van Haalen handelt. Die Kennlernphase gestaltet sich allerdings schwierig, da er glaubt, Mia stalke ihn. In einem Gespräch mit seinem Vater Jan erfährt Mathijs dann die Wahrheit über seine Herkunft. Der junge Mann fordert von seinem Vater seinen Pflichtteil, da er zusammen mit seiner Freundin Sanne das Hausboot kaufen möchte, auf dem beide leben. Sein Vater macht ihm jedoch unmissverständlich klar, dass er von ihm nichts erwarten könne, er solle gefälligst arbeiten, um sich Wünsche zu erfüllen. Mathijs ist Puppenspieler, was in den Augen seines Vaters Jan kein Beruf ist und Vater und Sohn immer mehr entzweit hat. Jan van Haalen führt eine Werft.
In einem Restaurant wird Mia von einem Herrn angesprochen, bei dem es sich um Jan van Haalen handelt. Als sie aufbricht, verliert sie einen Schlüssel, den van Haalen findet. Er hinterlässt ihn im Restaurant mit einem Brief für Mia, die er gern wiedersehen möchte. Mia springt inzwischen in ihrer Pension, in der Mathijs angestellt ist, ein, als dieser mit den vielen Gästen ziemlich überfordert ist. Mathijs will wissen, was sie für ihre Eizelle bekommen habe. „5000 Gulden“, meint Mia, aber das sei doch nicht wichtig. Als er elf gewesen sei, sei seine Mutter mit einem Freund nach Kansas abgehauen. Als er zwölf war, habe sein Vater keine Zeit für ihn gehabt und ihn ins Internat abgeschoben. Bitter will Mathijs wissen, warum sie jetzt gekommen sei, nach 25 Jahren. Inzwischen komme er alleine klar, sie solle ihn in Ruhe lassen.
Als Mia auf dem Hausboot einen Brief für Mathijs hinterlassen will, da sie sich entschlossen hat, abzureisen, trifft sie auf Sanne, die ihr eine Adresse nennt mit der Bitte, den Umschlag dort doch lieber Mathijs persönlich zu geben. Als Mia dort eintrifft, hat ihr Sohn gerade mit seinem Puppenspiel begonnen und trägt eindrucksvoll das Lied Du läßt dich geh’n von Charles Aznavour vor. Mia lässt den Umschlag dann doch bei Sanne und geht. Nachdem Mathijs den Brief Mias gelesen hat, in dem sie ihm von dem Tod seiner Schwester erzählt, ändert er seine Meinung. Glücklich über diesen Verlauf, sichert Mia ihrem Sohn zu, ihn zu unterstützen bei seinem Plan, in Charleville-Mézières in Frankreich am Institut Internationale De La Marionette zu studieren. Zudem macht sie Mathijs Mut, sodass er seinen Vater auf Unterhalt verklagen will. Jan van Haalen indes will Mia auf über 48.000 € verklagen, da sie seinerzeit eine Vereinbarung unterschrieben hat, die ihr untersagt, Kontakt zu ihrem Kind aufzunehmen. Zu diesem Zeitpunkt ahnt er allerdings nicht, dass es sich bei der Frau, die er verklagen will, um die Mia handelt, in die er sich ernsthaft verliebt und mit der er inzwischen viel Zeit verbracht hat. Die Situation spitzt sich zu, als Mathijs seinen Vater in Mias Bett entdeckt und glaubt, sie mache gemeinsame Sache mit ihm. Mia hat jedoch selbst erst kurz zuvor während eines Gesprächs mit Jan begriffen, wer der Mann ist, in den sie sich verliebt hat. 
Ein Kreislaufkollaps, der Jans Vater Willem in dessen Antiquariat ereilt, führt alle wieder zueinander. Zum Glück erholt der alte Herr sich schnell wieder und man feiert das gemeinsam auf dem Hausboot. Jan erzählt seinem Sohn, dass er das Boot inzwischen für ihn gekauft habe. Es kommt zu einer Aussprache zwischen Vater und Sohn. Jan hat sich unter dem Einfluss von Mia ziemlich verändert und meint zu Mathijs, er könne studieren was immer er wolle. Und dass er so gut singen könne, habe er überhaupt nicht gewusst. Er sei richtig stolz auf ihn. 

## Produktion

### Produktionsnotizen
Ein Sommer in Amsterdam wurde vom 16. Juli bis zum 15. August 2013 in Amsterdam gedreht. Produziert wurde der Film von der teamWorx Television & Film GmbH und der UFA Fiction. Die Aufnahmeleitung hatte Tine Hoefke, die Produktionsleitung Oliver Lüer und die Herstellungsleitung Holger Krenz. Die verantwortliche Redakteurin beim ZDF war Rita Nasser.

### Veröffentlichung
Das ZDF strahlte den Film erstmals am 25. Mai 2014 zur Hauptsendezeit in seinem Programm aus. 
Die Edel Germany GmbH gab Ein Sommer in Amsterdam am 30. Mai 2014 innerhalb der Reihe Ein Sommer in … auf DVD heraus.

## Rezeption

### Einschaltquote
Bei seiner Erstausstrahlung konnte der Film 5,40 Millionen Zuschauer verbuchen, der Marktanteil lag bei 17,2 Prozent. Bei einer ersten Wiederholung sahen sich 3,77 Millionen Zuschauer Ein[en] Sommer in Amsterdam an, was einem Marktanteil von 11,6 Prozent entsprach, und bei einer Wiederholung im Jahr 2020 konnte der Film immer noch 3,58 Millionen Zuschauer an sich binden, Marktanteil 9,4 Prozent.

### Kritik
Die Kritiker der Fernsehzeitschrift TV Spielfilm zeigten mit dem Daumen nach unten und befanden: „‚Langsam wird’s peinlich‘, sagt an einer Stelle die als Geist erscheinende Tochter. Wie wahr! Kitschige Regieeinfälle, bizarre Wendungen: alles drin, nix dran“.
Tilmann P. Gangloff, der dem Film, dem er 3½ von 6 möglichen Sternen gab, für tittelbach.tv bewertete, sah das differenzierter, was sich in der Zusammenfassung so las: „Ulrike Folkerts am Sonntag einmal im ZDF-‚Herzkino‘ statt am ARD-‚Tatort‘. Und sie überzeugt wie auch all die anderen namhaften Schauspieler. Die Story liest sich stereotyper, als der Film ist. Eine Frau sucht nach dem Unfalltod ihrer Tochter in Amsterdam neuen Mut. Vor 25 Jahren hat sie dort einem Ehepaar Eizellen gespendet. Jetzt findet sie nicht nur einen Sohn, sondern auch eine neue Liebe. Die Romanze ‚Ein Sommer in Amsterdam‘ von Karola Meeder nach dem Buch von Thomas Kirdorf schlägt deutlich in Richtung Drama aus.“ Davon abgesehen habe Karola Meeder den Film „handwerklich sehr sorgfältig inszeniert, auch wenn ihre Arbeit gerade in der ersten Hälfte dank der häufigen Impressionen von Grachten und anderen Sehenswürdigkeiten wie ein Werbefilm für die holländische Metropole wirk[e]“. Weniger gut fand der Kritiker das Sprach-Kauderwelsch hinsichtlich Großvater, Vater und Sohn, die Deutsch mit unterschiedlichem Akzent sprechen würden beziehungsweise der Sohn ganz ohne Akzent, ein „akustisches Manko“, über das sich jedoch angesichts der Leistungen gerade der beiden Hauptdarsteller leicht hinweghören lasse, zumal Kirdorf „wunderbare Dialoge“ geschrieben habe. Peeters sei ohnehin „immer sehenswert“. Auch die Leistung von Ulrike Folkerts sollte nicht überraschen, da sie aber außerhalb des Tatorts nicht so oft zu sehen sei, beeindrucke es um so mehr, wie „glaubhaft“ sie Mias Wandlung verkörpere. Mehr als bloß Blickfang sei auch Paula Kalenberg als Mias verstorbene Tochter, bei der die Mutter immer wieder mal Rat suche, wie auch Lucie Heinze (als Mathijs’ Freundin).
Erik Brandt-Höge meinte auf der Seite Prisma „Tatort-Star Ulrike Folkerts [könne] auch anders als taff: Die Herzkino-Schmonzette tapp[e] aber deutlich zu tief in die Kitschfalle“. Dass die Hauptfigur sich zufällig in den Vater ihres Kindes verliebe, „ohne dass beide von der Vergangenheit des jeweils anderen wissen“, sei nur „eine von zahlreichen romantischen bis kitschigen Merkwürdigkeiten“. Die Regisseurin inszeniere „vor allem die ansonsten als geradlinige Tatort-Kommissarin bekannte Ulrike Folkerts in ungewohnt rosaroter Anmutung, wenn sie diese etwa mit ihrem Liebhaber in einen Stadtbrunnen springen oder im Bett gemeinsam Schattentiere an die Wand werfen“ lasse. „Unter dem Strich“ sei „das alles doch sehr ‚pilcheresk‘, wozu auch die durchgehend hübschen Bilder passen, von niedlichen holländischen Cafés und Hausbooten bis zu mit Blumen übersäten Straßen und Gassen“. Übertrieben fand Brandt-Höge auch „die ständigen Auftritte der verstorbenen Hannah, die ihrer Mutter aus dem Jenseits regelmäßig kluge Ratschläge“ gebe und ihr den Weg weise. „Etwas mehr Tatort-Folkerts und etwas weniger Schmalz hätten dem Ganzen bestimmt nicht geschadet“, schrieb der Kritiker abschließend.